# Loeselia
Loeselia es un género con 34 especies de plantas con flores perteneciente a la familia Polemoniaceae. 

## Descripción
Hierbas anuales o perennes o arbustos pequeños. Hojas alternas o las inferiores opuestas, simples, los márgenes serrados a dentados. Flores solitarias o en agregados cimosos. Cáliz tubular, ligeramente zigomorfo, con los lobos herbáceos y senos membranáceos que se rompen con la edad, envueltos por bractéolas grandes, imbricadas, dentadas, con nervadura reticulada; corola ligeramente 2-labiada, infundibuliforme a hipocraterimorfa, roja, azul, purpúrea o amarilla (Mesoamérica); tubo recto o ligeramente geniculado; estambres exertos; filamentos glabros; estilo exerto. Cápsula subglosa lobosas a elipsoides, con paredes delgadas, de igual o menor longitud que el cáliz, con dehiscencia loculicida, cada lóculo con 1-varias semillas comprimidas, angostamente aladas.

## Distribución
Estados Unidos a Colombia y Venezuela.

## Etimología
Loeselia: nombre genérico dado en honor al botánico alemán Johannes Loesel (1607-1655)

## Especies seleccionadas
| - Loeselia amplectens Benth. - Loeselia aristata G.Don - Loeselia carionis Peter - Loeselia cervantesii G.Don - Loeselia ciliata L. - Loeselia coccinea G.Don - Loeselia coerulea G.Don - Loeselia columbiana Gand. - Loeselia conglomerata G.Don - Loeselia cordifolia Hemsl. & Rose - Loeselia effusa A.Gray - Loeselia glandulosa G.Don - Loeselia mexicana (Lam.) Brand - Loeselia scariosa E. Dav. |

## Sinonimia
- Hoitzia